# Dr.-Karl-Renner-Preis
Der Dr.-Karl-Renner-Preis wurde anlässlich der 80. Wiederkehr des Geburtstages des Bundespräsidenten Karl Renner von der Stadt Wien gestiftet. Die Vergabe dieser Auszeichnung erfolgt im Abstand von drei Jahren an Personen oder Personengemeinschaften, die sich hervorragende Verdienste um Wien und Österreich in kulturellen, sozialen sowie wirtschaftlichen Belangen erworben haben und damit auf nationaler bzw. internationaler Ebene anerkannt sind. Die mit 43.600 Euro dotierten Preise werden an höchstens sechs Nominierungen vergeben.

## Preisträger

### 1951
- Leopold Kunschak
- Johann Böhm
- Ludwig Brim (Fahrdienstleiter der ÖBB, sprang auf eine führerlose Lokomotive auf und brachte sie zum Stehen)
- Amalie (Mela) Hofmann (Leiterin des Säuglingsheimes des Zentralkrippenvereins in der Lainzer Straße 172)
- Rudolf Keck (führte eine sparsamere Methode der Gaserzeugung im Gaswerk Simmering ein)
- Hans Radl (gründete als kriegsinvalider Lehrer 1926 in der Kauergasse eine Schule für körperbehinderte Kinder, 1951 von der UNESCO zum internationalen Experten für den Unterricht und die Erziehung körperbehinderter Kinder ernannt)
- Ewald Schild
- Entminungsdienst
- Wiener Philharmoniker
- Wiener Symphoniker

### 1952
- Ewald Balser
- Hilde Wagener
- Edmund Josef Bendl (Lehrer und Autor, mobilisierte mit Vorträgen, seinem Roman „Der Sonnblick ruft“ und einem gleichnamigen Film die Bevölkerung zu Spenden zur Erhaltung des Sonnblick-Observatoriums)
- Martin Gusinde
- Paul Schiel (Sportfischer, der trotz 100-prozentiger Invalidität mindestens acht Personen vor dem Ertrinken rettete)
- Stefanie Tesar (Fürsorgerin an der Fürsorgestelle im Landesgericht für Strafsachen und ehrenamtliche Mitarbeiterin in der Lebensmüden- und Trinkerfürsorge der Wiener Polizeidirektion)
- Hans Thirring
- Franz Wallack
- Österreichischer Buchklub der Jugend
- Österreichischer Bergrettungsdienst

### 1953
- Bruno Buchwieser (Sohn von Bruno Buchwieser senior, widmete sich der Lehrlingsausbildung und -betreuung)
- Hans Kelsen
- Adolf Melhuber (Sein Lebenswerk war die Blindenfürsorge)
- Franz Schuster
- Wendelin Wallisch (verhinderte eine Gasexplosion, indem er sich in die Zündflamme warf)
- Helene Thimig-Reinhardt
- Karl Weigl
- Landesleitung Wien des Österreichischen Jugendrotkreuzes
- Theater der Jugend
- Verein Arbeitermittelschule

### 1954
- Herbert Tichy (Reisender und Bergsteiger)
- Franz Salmhofer (Komponist und Operndirektor)
- Ilse Arlt (Gründerin der ersten Schule für Fürsorger unter dem Namen Vereinigte Fachkurse für Volkspflege)
- Karl Mühl (Spezialist der Taubstummenfürsorge, Lehrer an Schulen für Taubstumme, betreute im Zweiten Weltkrieg Soldaten mit Hörproblemen, baute das Taubstummeninstitut in Wien-Speising wieder auf)
- Gustav Reinsperger (geriet 1945 in amerikanische Kriegsgefangenschaft, wurde an Russland ausgeliefert, leistete zunächst Hilfsdienste und leitete von 1950 bis 1953 in verschiedenen Kriegsgefangenenlagern Lazarette)
- Österreichische Akademie der Wissenschaften

### 1955
- Julius Raab
- Adolf Schärf
- Leopold Figl
- Bruno Kreisky

### 1956
- Hans Hirsch (Obmann des Kriegsblindenverbandes)
- Franz Lagler (verhinderte als Tankwart ein Explosionsunglück in Wien)
- Fritz Moravec
- Walther oder Walter Peinsipp (österreichischer Diplomat in Ungarn; organisierte Hilfskonvois während des Ungarischen Volksaufstandes)
- Arbeiter von Kaprun (alle an der Errichtung des Kraftwerks Kaprun Beteiligten)

### 1957
- Oskar Helmer
- Felix Hurdes
- Österreichischer Bundesjugendring
- Wiener Singakademie
- Singverein der Gesellschaft der Musikfreunde

### 1958
- Andreas Rett
- Friedrich Weinhofer (Schlosser und Schweißer, verhinderte 1951 eine Explosion in der Heizwerkstätte Malfattigasse, ein zweites Mal verhinderte er 1958 eine Explosion. Er erlitt dabei schwere Verbrennungen.)
- Georg Piller und Gottfried Reisinger (Der Chauffeur Piller und der Mechaniker Reisinger halfen, einen unter Mordverdacht stehenden Räuber festzunehmen und wurden von diesem durch Schüsse schwer verletzt.)
- Haus der Barmherzigkeit
- Wiener Berufsschulgemeinde
- Verband Wiener Volksbildung

### 1959
- Igo Etrich
- Ferdinand Kadecka (österreichischer Jurist)
- Fritz Kreisler (wurde ihm in den USA übergeben)
- Bruno Walter
- Erfinder des LD-Verfahrens (Otwin Cuscoleca, Felix Grohs, Hubert Hauttmann, Fritz Klepp, Wolfgang Kühnelt, Rudolf Rinesch, Kurt Rösner, Herbert Trenkler)
- Krankenhaus der Barmherzigen Brüder
- Piloten des Flugrettungsdienstes

### 1960
Im Jahr 1960 wurde der Dr.-Karl-Renner-Preis nicht vergeben.

### 1961
- Josef Hanns (fuhr einen brennenden Tankwagen von einem Tanklager weg und verhinderte so eine Explosion)
- Johann Heilmann (verhinderte als Lokführer ein Zugsunglück und wurde dabei schwer verletzt)
- Stefan Jellinek
- Erwin Ringel
- Hans Rotter (Sekretär des Vereins Trinkerheilstätte und auf dem Gebiet der Trinkerfürsorge tätig.)
- Gesellschaft der Musikfreunde in Wien

### 1962
Im Jahr 1962 wurde der Dr.-Karl-Renner-Preis nicht vergeben.

### 1963
- Verein der Wiener Sängerknaben
- Verein Österreichische Krebsgesellschaft
- Notring der wissenschaftlichen Verbände Österreichs
- Österreichische Himalaya-Gesellschaft

### 1964
Im Jahr 1964 wurde der Dr.-Karl-Renner-Preis nicht vergeben.

### 1965
- Universität Wien
- Technische Hochschule Wien

### 1966
- Musikalische Jugend Österreichs
- Chorvereinigung „Jung-Wien“
- Chor des Österreichischen Gewerkschaftsbundes unter der Leitung von Erwin Weiss
- Aktion Jugend am Werk

### 1967
- Akademie für Musik und darstellende Kunst in Wien
- Wiener Konzerthausgesellschaft
- Verband österreichischer Volksbüchereien
- Hugo Portisch?
- Gerhard Weis?

### 1969
- Tierärztliche Hochschule Wien
- Akademie für angewandte Kunst
- Hans Hoff
- Leopold Zemann

### 1970
- Wiener Staatsoper

### 1972
- Universität für Bodenkultur Wien
- Spanische Hofreitschule
- Österreichischer Gewerkschaftsbund
- Jugendhilfswerk

### 1974
- Sigrid Löffler?

### 1975
- Felix Unger, Johann Navratil, Kurt Polzer
- Wolfgang Enenkel
- Ernst Wolner

### 1978
- Karl Popper

### 1984
- Dieter Zehentmayr?

### 1986
- Kardinal Franz König
- „Österreichische Arbeitsgemeinschaft Zöliakie“

### 1988
- Gerhard Kletter

### 1989
- „Autonome österreichische Frauenhäuser“

### 1991
- Erwin Kräutler
- „Informationsstelle gegen Gewalt des Vereins Autonome Österreichische Frauenhäuser“

### 1996
- Arthur Schneier

### 1998
- Georg Sporschill
- Jüdisches Institut für Erwachsenenbildung
- Verein Künstler helfen Künstlern

### 2001
- Ute Bock
- Willi Resetarits
- „one world foundation“
- „Orpheus Trust“
- Verein für Zivilcourage und Anti-Rassismus-Arbeit ZARA

### ?
- Ronald Barazon
- Fritz Csoklich
- Egon Blaschka
- Václav Havel

### 2004
- Ursula Seeber
- FIBEL (Fraueninitiative Bikulturelle Ehen und Lebensgemeinschaften)
- PEREGRINA (Bildungs-, Beratungs- und Therapiezentrum für Immigrantinnen)

### 2007
- Reporter ohne Grenzen
- „Verein Unabhängiger Iranischer Frauen in Österreich (GIF)“
- Wiener Tafel

### 2010
- Hemayat
- Steine der Erinnerung
- Theodor Kramer Gesellschaft

### 2013
- Andreas Maislinger
- Mauthausen Komitee Österreich
- Irene Suchy

### 2016
- Verein GEDENKDIENST - Verein für historisch-politische Bildungsarbeit und internationalen Dialog
- Verein Respekt.net – Verein zur Förderung von Respekt, Toleranz, Offenheit und solidarischem Fortschritt in der Gesellschaft
- Train of Hope - Flüchtlingshilfe

### 2019
- Augustin, eine Wiener Straßenzeitung
- Schwarze Frauen Community
- #Klappe Auf, eine von österreichischen Filmemachern gestartete Aktion